# Ozyptila annulipes
Ozyptila annulipes là một loài nhện trong họ Thomisidae.
Loài này thuộc chi Ozyptila. Ozyptila annulipes được Hippolyte Lucas miêu tả năm 1846.